# Phrynobatrachus steindachneri
Phrynobatrachus steindachneri é uma espécie de anfíbio da família Petropedetidae.
Pode ser encontrada nos seguintes países: Camarões e Nigéria.
Os seus habitats naturais são: regiões subtropicais ou tropicais húmidas de alta altitude, campos de altitude subtropicais ou tropicais, pântanos, marismas de água doce, marismas intermitentes de água doce e florestas secundárias altamente degradadas.
Está ameaçada por perda de habitat.